# Герман II (герцог Швабии)
Герман II (X век — 4 мая 1003) — герцог Швабии с 997 года.

## Биография
Герман II был сыном Конрада I.
После смерти императора Священной Римской империи Оттона III он боролся за германский престол с баварским герцогом Генрихом IV Святым, но тот при поддержке архиепископа майнцского Виллигиза одержал победу и 7 июня 1002 года был коронован в Майнце.
Новый король, взошедший на престол под именем Генриха II, пересёк Рейн и вступил в Швабию. В это же время герцог Герман захватил и разграбил верный королю Страсбург. Находясь на острове Райхенау, Генрих II узнал о подходе войска герцога Швабии. Однако 29 июня 1002 года когда должна была состояться битва между королевским войском и армией швабского герцога, Герман предпочёл не вступать в бой. После этого король разорил владения Германа в Швабии, а затем направился через Франконию в Тюрингию. Здесь в июле он получил признание представителей дворянства Тюрингии, а затем и саксонской знати.
В результате Герману пришлось подчиниться королю Генриху, что было подтверждено соглашением в Брухзале 1 октября 1002 года, по которому король подтвердил власть Германа в его землях. Сохранив за собой Швабию, Герман II взял под свой контроль и Эльзас.
Герман II женился на Герберге Бургундской. От этого брака у него были две дочери, Гизела, которая стала супругой императора Конрада II, и Матильда которая была последовательно замужем за герцогом Каринтии Конрадом I, герцогом Верхней Лотарингии Фридрихом II и Эзико фон Балленштедтом; а также сын Герман III.
После смерти Германа II, умершего 4 мая 1003 года, король Генрих принял на себя правление Швабией от имени его несовершеннолетнего сына Германа III.